# Meillon
Meillon (okzitanisch: Melhon) ist eine französische Gemeinde mit 948 Einwohnern (Stand: 1. Januar 2022) im Département Pyrénées-Atlantiques in der Region Nouvelle-Aquitaine. Die Gemeinde gehört zum Arrondissement Pau und zum Kanton Ouzom, Gave et Rives du Neez (bis 2015: Kanton Pau-Sud). Die Einwohner werden Meillonais genannt.

## Geografie
Meillon liegt etwa sechs Kilometer südöstlich von Pau in der historischen Provinz Béarn am Fluss Gave de Pau, der die Gemeinde im Westen und Südwesten begrenzt. Umgeben wird Meillon von den Nachbargemeinden Idron im Norden, Lée im Nordosten, Assat im Osten und Südosten, Narcastet im Süden, Rontignon im Westen und Südwesten sowie Aressy im Westen und Nordwesten.

## Bevölkerungsentwicklung
| 1962                      | 1968 | 1975 | 1982 | 1990 | 1999 | 2006 | 2013 |
| ------------------------- | ---- | ---- | ---- | ---- | ---- | ---- | ---- |
| 655                       | 697  | 662  | 727  | 709  | 738  | 781  | 887  |
| Quelle: Cassini und INSEE |      |      |      |      |      |      |      |

## Sehenswürdigkeiten

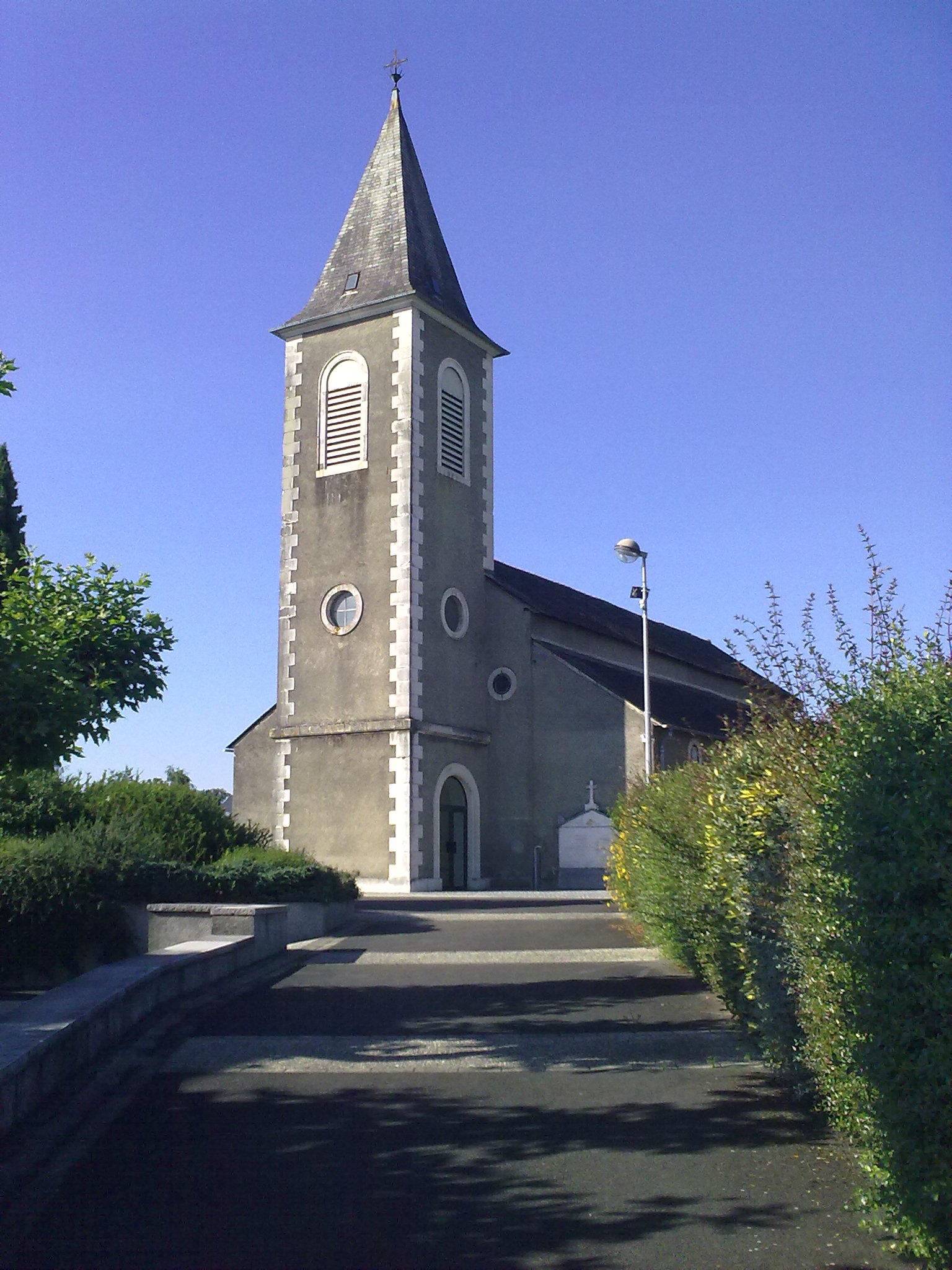
Kirche Saint-Pierre

- Kirche Saint-Pierre aus dem 19. Jahrhundert